# Władysław Opala (żużlowiec)
Władysław Opala (ur. 1941) – polski żużlowiec.
Zawodnik Stali Gorzów Wielkopolski w sezonach 1965-1966. W lidze zadebiutował 26 czerwca 1965 roku w meczu z ROW-em Rybnik. Z gorzowską drużyną zdobył 2 srebrne medale Drużynowych Mistrzostw Polski (1965, 1966).
Finalista rozgrywek o Srebrny Kask w sezonie 1966. Wystąpił w reprezentacji Polski w rozgrywanym w Gorzowie Wielkopolskim test-meczu z reprezentacją Szwecji.